# 599
Раннє Середньовіччя. Триває чума Юстиніана. У Східній Римській імперії продовжується правління Маврикія. Лангобарди частково окупували Італію і утворили в ній Лангобардське королівство. Франкське королівство розділене між спадкоємцями Хлотара I. Іберію займає Вестготське королівство. В Англії розпочався період гептархії. Авари та слов'яни утвердилися на Балканах.
Китай об'єднаний під правлінням династії Суй. Індія роздроблена. В Японії триває період Ямато. У Персії править династія Сассанідів. Степову зону Азії та Східної Європи контролює Тюркський каганат, розділений на Східний та Західний.
На території лісостепової України в VI столітті виділяють пеньківську й празьку археологічні культури. VI століття стало початком швидкого розселення слов'ян. У Північному Причорномор'ї співіснують різні кочові племена, зокрема кутригури, утигури, сармати, булгари, алани, авари, тюрки.

## Події
- Чума в Галлії[1].
- Папа Григорій I привітав екзарха Равенни з перемогою над слов'янами.
- Візантія й авари розірвали мирний договір. Візантійські полководці Пріск та Коментіол перейшли через Дунай і завдали поразки аварам у Паннонії. Восени Коментіол з труднощами повенувся в Філіппополіс.
- Франкський король Теодеберт II позбавив свою бабусю Брунгільду будь-якого впливу. Вона втекла у Бургундію до іншого внука Теодоріха.

## Виноски
1. ↑  Yves D Papin, Chronologie du Moyen Âge, Éditions Jean-Paul Gisserot, 2001 (ISBN 2-87747-592-1)